# 開拓使官有物払下げ事件

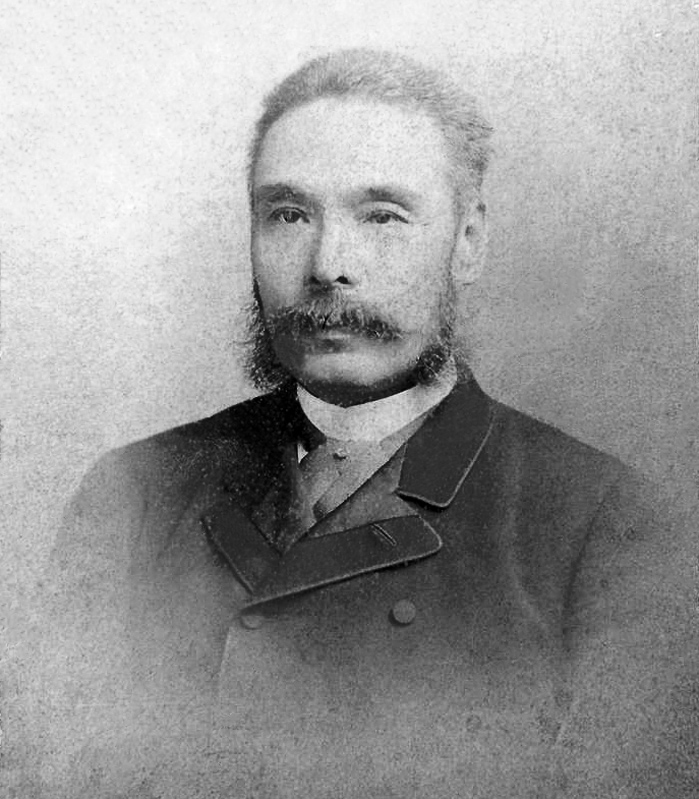
黒田清隆

開拓使官有物払下げ事件（かいたくしかんゆうぶつはらいさげじけん）は、1881年（明治14年）、薩摩藩出身の北海道開拓使長官・黒田清隆の主導により、開拓使の資産であった工場や土地などの官有物を払い下げる方針を決めたところ、「同郷の五代友厚に安価・無利子で払下げた」として世論の厳しい批判を浴び、払下げが中止となった事件を指す。参議大隈重信が情報を漏洩したとして政府から追放される明治十四年の政変のきっかけとなったとされる。

## 払下げ決定まで
明治2年（1869年）、北海道開拓のために開拓使が設置された。開拓次官（後に長官）となった黒田はロシアに対抗する国力を充実させるため北海道の開拓に注力すべきとする建議を行った。これに従い、明治4年（1871年）8月19日に10年間1000万両をもって総額とするという大規模予算計画、いわゆる開拓使十年計画が策定・決定された。これにより開拓使は1882年（明治15年）6月に廃止することが定められた。
黒田はお雇い外国人を招いて政策の助言と技術の伝習を行った。開拓使は潤沢な予算を用いて様々な開拓事業を推進したが、なおも全てを完遂するには足りず、測量・道路などの基礎的事業を早々に切り上げ、産業育成に重点を置いた。
1880年（明治13年）11月、大隈重信の主導により、工場などの官有物の払下げ方針を進める「工場払下概則」が制定された。これにより、開拓使内部では十年計画の満期が近くなり、経営不振に陥っていた産業の民間への払下げが検討されるようになった。この頃から五代友厚は貿易会社設立を構想し、同年10月には大隈の同意を得て、五代・三井高寛（元之助）・住友吉左衛門（総代理人として広瀬宰平が参加）・中野梧一・松本重太郎を発起人とする会社設立計画が進められていった。
1881年（明治14年）1月から、伊藤博文・井上馨・大隈重信・黒田ら参議を中心に、西郷従道・松方正義・前田正名そして五代ら薩摩派の重要人物や、大隈派の矢野文雄・北畠治房ら官僚が熱海に集い、国会開設・財政問題等についてしばしば会議を行った（熱海会議）が、この中で開拓使の廃止問題が取り上げられた。黒田は開拓使継続を主張したが、大隈は財政的に継続は困難であるとした。こうして官有物払下げの方針が定まったが、五代が引き受け手として名乗りを上げた。
同年6月には、五代・広瀬宰平・鴻池幸富・三井高寛らが出資した関西貿易社が設立された。
7月に関西貿易社は開拓使に岩内炭鉱と厚岸山林の払下げを願い出た。一方で、開拓使大書記官であった安田定則ら開拓使官僚は北海社を設立し、開拓使の産業の払下げを申請した。北海社への払下げは、船舶・土地・建物・農園・醸造所などであり、当時の価格で1500万円相当にのぼる膨大な額が投資されたものであったが、北海社が代金として提示したのは38万7082円であり、しかも無利息30年払いというものであった。広瀬宰平が「北海社と貿易会社とは其関係なし」と述べたように北海社と関西貿易社は相互に契約関係もない別々の事業であった。
一方で永井秀夫は将来的には関西貿易社の協力を前提としていることは「想像に難くない」としている。また川崎勝は『五代友厚関係文書』にある「開拓使官有物払下に際し継続会社設立一件」の記述から、将来的には北海社は関西貿易社に吸収合併される予定であったとしている。

## 払下げへの批判
7月21日、黒田は閣議において、北海社の払下げ願を添付した伺書を太政大臣三条実美に提出した。ところが7月26日に『東京横浜毎日新聞』において、「関西貿易商会の近状」と題した記事で払下げの事案が暴露され、黒田が同郷の五代に利益供与を行っているとの報道がなされた。黒田と五代は薩摩藩でも同一地区である「城が谷方限」の出身であり、強い結び付きがあることは知られていた。ただし、五代の関西貿易社への払下げは岩内炭鉱と山林のみであった上に、黒田の払下げ伺書には五代および関西貿易社の名前はなかったにもかかかわらず、当時の『東京横浜毎日新聞』や『郵便報知新聞』では、1500万円にのぼる開拓使の資産が、五代一人に払い下げられるような報道がなされていた。
7月28日の閣議では左大臣有栖川宮熾仁親王や大隈は反対したが、閣議では採択された。7月30日に明治天皇が裁下、8月1日には公表されたため、各新聞紙上では大きな批判が繰り広げられることとなった。払下げが大きな批判を受けたことで三条も払下げに難色を示すようになった。これを聞いた黒田は三条家に出向いて払下げの遂行を求めて強談した。
各新聞は不当な払下げは議会が開設されてないことが原因だという論調が大勢を占め、薩長閥政府批判と議会開設への要求が日増しに高まり、政府寄りの『東京日日新聞』までが同様の主張をするようになり政府は追い込まれていった。

### リークを行った人物
新聞に払下げ情報のリークを行った人物としては様々な名が挙げられているが、明確になったものはない。
広瀬は8月31日の五代宛書簡において「某社」、三菱の策謀であると述べており、当時の政府内でも三菱の関与がしきりに取り沙汰されていた。また三菱につながる大隈、福沢諭吉らの陰謀説も政府内で取り沙汰されている。佐々木高行は明治天皇の侍補を勤めていた土方久元からの伝聞として、伊藤博文が（事件は）三菱会社・大隈重信・福沢諭吉らが「相計リタル」ものと語ったとしている。また佐々木によれば農商務卿の河野敏鎌も参加していたとされる。黒田も同内容の説を信じていたが、大隈自身は『大隈侯昔日譚』において関与を否定している。
1900年（明治30年）に刊行された茶話主人著『維新後に於ける名士の逸談』では、岩内炭鉱の採算が取れないことを知った五代によるリークであるとしている。宮地英敏は炭鉱の採算が取れず、開拓事業への関与を危ぶんでいた広瀬が三菱と河野を通じてリークを行ったのではないかと推測している。岩内炭鉱は北海道内の他の炭鉱に比べて埋蔵量も貧弱であり、質の面でも硫黄分が多く含まれていたため、当時の大得意先である製鉄用途には向かなかった。一方で伊藤之雄は大隈系の官僚であった矢野文雄・尾崎行雄・犬養毅・小野梓のいずれかであろうとしている。
実際の内部告発者が誰であれ、伊藤博文は大隈が関与したと確信を強めていた。3月に大隈が早期の国会設立やイギリス風の立憲政治などを提言する意見書を提出したことで、かつて良好であった伊藤と大隈の関係は軋轢を生じはじめていた。閣議で大隈が払下げに反対したことは、伊藤に大隈・福沢・三菱の陰謀説を信じさせる一因となった。

## 政変と払下げの中止
7月30日より天皇は東北・北海道巡幸に赴き、閣員のうち有栖川宮・大隈・黒田・大木喬任らが供奉していた。一方で東京に残った伊藤・井上・山縣有朋・山田顕義・西郷らは大隈の排除に向けて動き出し、三条や当時京都で病気療養中だった右大臣岩倉具視の説得を開始した。三条も含めた政府内では大隈・福沢・三菱の結託が強く信じられるようになっていったが、大隈らはこの動きをほとんど把握していなかった。
10月8日までに政府首脳内では、大隈の罷免、憲法制定と9年後の国会開設、そして払下げ中止が合意された。東京に戻った岩倉は払下げ中止の件は使者の説得で内々に承諾していたが、大隈の罷免には消極的であった。しかし、黒田や伊藤が大隈の罷免を強く求めたため同意し、開拓使問題については天皇の裁下を仰ぐこととなった。
10月11日に天皇が還幸すると、岩倉は千住駅で奉迎し、行在所で拝謁、大隈の謀略によって払下げ問題をめぐり政府批判が起こっているため、早急に御前会議を開き払下げの件について再考を願う旨を上奏した。その後三条・岩倉の二大臣、伊藤・黒田・山縣・西郷・井上・山田の六参議は左大臣の有栖川宮と密談し、大隈罷免について合意した。これに続いて大隈以外の大臣・参議が大隈罷免を上奏、天皇は一度は難色を示し認めなかったが、再度の奏上により裁下された。同日中に伊藤と西郷が大隈宅を訪問、大隈は閣議決定を伝達され、辞職した。10月12日、払下げの中止と国会開設が公表され、事件は終息した。しかし、結果として河野敏鎌及び矢野文雄・小野梓といった大隈系官僚の大量辞職を招き、立憲改進党の設立を誘発することとなった。また議会開設に否定的で薩摩の領袖だった黒田清隆の影響力もこの件で大きく低下したのをきっかけに伊藤博文は明治政府として議会開設の方向にに大きく舵を切ろうと画策した。黒田清隆の影響力低下と大隈重信の追放により政府の中心は伊藤博文となっていった。
翌1882年（明治15年）1月1日、黒田は参議および開拓長官を辞職、内閣顧問の閑職に退いた。これにより政府内では伊藤を中心とする長州閥の主導権が確立された。
開拓使も2月8日に廃止され、北海道は函館県、札幌県、根室県に分立された（三県一局時代）。
これら一連の政変を明治十四年の政変と呼ぶ。

## 五代友厚の評価
五代は9月7日に撤退を進言する広瀬に対し、「払い下げ問題は政局に利用されている」「新聞で弁明しようとしたが、政府要人から止められた」という書簡を出しており、公に弁明することはなかった。
その後五代は黒田と癒着した「政商」であり、破格の価格で払い下げをうけたという評価が定着し、高校教科書などにも記載され続けていた。このため五代を創設者とする大阪市立大学のOBが、五代が大きな物件の払い下げをうけた事実はないとして、教科書出版社に訂正を求める運動を行っていた。2023年度には第一学習社や山川出版が払い下げ事件の記述から五代の名前を削除し、その他の会社も「五代への払い下げの可能性が『新聞に報じられて問題になった』」と修正を行い、日本史年表を出版していた岩波書店も訂正を行う方針を示した。